# Saxion
En physique des particules, le saxion est le superpartenaire scalaire de l’axion, c'est-à-dire la particule virtuelle (ou fluctuation quantique transitoire) appariée par la supersymétrie de la particule hypothétique proposée comme l'un des constituants possibles de la matière noire. Le saxion fait partie du superchamp chiral (en).